# Коста, Ренате
Ренате Коста Пердомо (исп. Renate Costa Perdomo; 30 мая 1981, Асунсьон — 29 июня 2020, Монтрёй) — парагвайский кинематографист.
Окончила парагвайский Профессиональный институт информационных наук и искусств. С 2004 года изучала режиссуру документального кино в Международной школе кино и телевидения в Сан-Антонио-де-лос-Баньос (Куба), затем в 2006—2011 гг. продолжила образование в Университете Пумпеу Фабра в Барселоне.
Дебютировала в кино в 2005 году, выступив продюсером документального фильма Хосе Луиса Гарсии «Кандидо Лопес. Поля сражений» (исп. Cándido López, los campos de batalla), посвящённого Парагвайской войне и основанного на батальной живописи Кандидо Лопеса. В 2006 году сняла как режиссёр и продюсер 13-серийный документальный телесериал «Дорожные истории» (исп. Historias del camino), рассказывающий о различных регионах Парагвая.
Наиболее известной работой Коста стал полнометражный документальный фильм «108 (Деревянный нож)» (исп. 108 / Cuchillo de palo; 2010). Дядя режиссёра Родольфо, умерший, когда ей было 18 лет, был среди жертв так называемого Дела ста восьми — кампании антигомосексуальных репрессий 1959 года при диктатуре Альфредо Стресснера (название фильма обыгрывает испанскую поговорку «В доме кузнеца деревянный нож», примерно соответствующую русской поговорке «Сапожник без сапог»; Родольфо Коста родился в семье кузнеца, но мечтал стать танцором). Для фильма Ренате Коста провела серию бесед со своими родственниками и с другими пострадавшими. «Деревянный нож» был показан на многих международных кинофестивалях, включая Берлинале, и получил премию Буэнос-Айресского международного фестиваля независимого кино.
В 2012 г. вместе со своей финской коллегой Саллой Сорри сняла короткометражный фильм «Сопротивление» (исп. Resistente) — портрет эксцентричного старика, живущего в заброшенном и разрушающемся доме и поглощённого мыслями о духовном перерождении; при работе над фильмом соавторы изучили около 500 писем, написанных героем ленты. Участвовала в работе над фильмами «Вулкан Ишканул» Хайро Бустаманте (2015, Гватемала) и «Семья» Густаво Рондона (2017, Венесуэла) в качестве консультанта по монтажу.
Последней работой Коста стало продюсирование парагвайского художественного фильма «Север» (исп. Boreal; 2022, дебют режиссёра Федерико Адорно) — картины о трёх рабочих, изнурительно трудящихся в северной части Гран-Чако и пытающихся в конце концов выбраться оттуда; лента была завершена уже после смерти Коста и получила ряд наград на латиноамериканских фестивалях.
Умерла после пятилетней борьбы с раком, оставив шестилетнего сына.